# (5563) 1991 VZ1
(5563) 1991 VZ1 (1991 VZ1, 1942 GN, 1952 HP2, 1968 UX1, 1973 YL2) — астероїд головного поясу, відкритий 9 листопада 1991 року.
Тіссеранів параметр щодо Юпітера — 3,313.